# Pedro Ignacio Manrique
Pedro Ignacio Manrique (1863–1926) fue un fotógrafo venezolano. Fue el introductor de la fotografía a color en Venezuela, a sólo meses de su invención en Francia. Fue el autor de Apolo, uno de los primeros desnudos masculinos de la fotografía venezolana. Además incursionó en temas alegóricos y religiosos. 

## Biografía
Hijo de Bartolomé Manrique de Lara y Manuela Arvelo y Echeandía. Durante sus estudios de bachillerato, también aprende dibujo en la Academia de Dibujo y Pintura de Caracas, y luego fotografía con el norteamericano Thomas A. Gray (1829-1921) durante su estadía en Caracas hacia la década de 1870. Manrique se asoció con Gray efectuando numerosas tarjetas de gabinete.
Manrique recorre las poblaciones del Estado Aragua en 1882 junto al fotógrafo Juan Bautista Pinottini, interesándose por “los cambios de luz, los caprichosos juegos de sombra y luz sobre las copas de los frondosos samanes, sobre las delicadas espigas de la caña”. En 1886 se asocia con el escritor y fotógrafo Pedro Arismendi Brito (1832-1914), con quien monta un fotoestudio, logrando considerable éxito.
En la década de 1890 Manrique viaja al oriente del país por motivos de salud, y establece una  sociedad con el pintor y fotógrafo Guillermo S. Gil. Una vez que volvió a Caracas, estableció junto a Gil un nuevo fotoestudio, mantenido hasta el siguiente viaje de Manrique en 1893, esta vez a Europa, donde se familiarizó con los avances de la fotografía. A su regreso contrae matrimonio con Julia Carmen Arvelo Palenzuela y retoma su sociedad con Gil, fundando su Fotografía Artística Manrique y Cía.
A partir de 1908, Manrique colabora con la revista El Cojo Ilustrado con retratos de artistas y de sociedad. En 1911 el gobierno de Juan Vicente Gómez le encargó el registro de las conmemoraciones del centenario de la Independencia. También colaboró con las revistas Actualidades (1917) y Billiken (1919).
Además de servir como taller, la Fotografía Manrique se desempeñaba como sala de exposiciones. Es allí donde numerosos pintores del Círculo de Bellas Artes muestran sus obras por primera vez. En 1912 es reconocido por El Cojo Ilustrado por su retrato del niño Félix María Martínez Espino encarnando a Virgilio. Igualmente, recibió reconocimientos por sus fotos de carácter pictórico de grandes dimensiones en certámenes en Viena, Londres y París.
Manrique muere en 1926. Tras su muerte, su estudio Fotografía Manrique es dirigido por su hijo Pedro Antonio Manrique, y se mantiene funcionando hasta 1937. Fotógrafos como Manuel Baralt, Óscar O’Brien y Miguel Pietri se formaron en su taller. 
En 1993, la Galería de Arte Nacional expuso obras de Manrique y de los talleres que compartió con otros fotógrafos en una muestra llamada El retrato en la fotografía venezolana.

## Colecciones
- Biblioteca Nacional, Caracas
- Galería de Arte Nacional, Caracas